# Петвар
Петвар (вариант Претвар) е бивше село в община Девин с 12 жители (2001), закрито при присъединяване към с. Чуруково (Чуреково) през 1986 г.

## География
Разположено е в областта Рупчос в югозападните склонове на Родопите, край Петварска река. Намира се северно-северозападно на 2,5 км от основната част на Чуруково, на 2 км южно от Осиково, на 5 километра североизточно от Михалково.

## История
До началото на 20 век Петвар е помашко село в Рупчоска каза на Османската империя.
Петвар (Petvar) се споменава като вакъфско село в документ от главното мюфтийство в Истанбул, изброяващ вакъфите в Княжество България, допринасяли в полза на ислямските религиозни, образователни и благотворителни институции в периода 16 век – 1920 година, съставен в периода от 15.09.1920 до 03.09.1921 година.
През 1872 година в селото има 28 къщи. От 1878 до 1886 година то попада в т. нар. Тъмръшка република.
След 1913 година в селото се заселват бежанци от разни краища на Македония, които впоследствие се преселват в близките села на община Девин.
През 1914 година жителите на селото са засегнати от насилственото покръстване на помаците и в резултат 29 семейства от селото емигрират в село Бююкоюнлю, (област Одрин, община Лалапаша), Турция.
По силата на указ 794 на Президиума на Народното събрание от 24.09.1949 г. Петвар влиза в състава на община Михалково. Селото (с 0 жители към 04.12.1985) е присъединено към с. Чуруково с указ 970 на Държавния съвет на НРБ от 26.03.1986 г.

## Население
По официалните данни на НСИ от 1960 г. населението на селото е, както следва: 1926 година – 149 жители; 1934 година – 136 жители; 1946 година – 219 жители; 1956 година – 280 жители.
По данни на А. Вълчев (1973) през 1920 година в селото живеят 151 души, през 1946 – 219 души, а през 1965 – 81 души.
Селото е без жители към 04.12.1985 г.